# 沖永良部島
27°22′08″N 128°34′00″E / 27.36889°N 128.56667°E
沖永良部島（日语：／ Okinoerabu-jima、琉球語：／ ）是奄美群島中的一個島嶼，位於德之島與與論島之間，面積94.5平方公里，為珊瑚礁隆起形成的島嶼。行政區屬於鹿兒島縣，島上設有和泊町和知名町，居民約14,000人。

## 歷史
- 1266年：隸屬琉球的北山王國。
- 1609年：日本薩摩藩侵入琉球國，成為薩摩藩的藏入地，並成為薩摩藩的流放地。
- 1862年：西鄉隆盛曾流放於此約一年半。
- 1871年：廢藩置縣後，成為鹿兒島縣的轄區。
- 1908年：設置和泊村（現在的和泊町）和知名村（現在的知名町）。
- 1946年：日本戰敗，成為美軍管轄的領地。
- 1953年：美國將主權移交回日本。

## 交通
- 沖永良部機場

## 出身者・因緣的人物
- 一色次郎 - 小說家
- 大山百合香 - 歌手
- 川畑先民 - 歌手
- 千賀薰 - 歌手
- 前田綾子 - 民謠歌手
- 朋夏朱里 - 原寶人、寶塚歌劇團畢業生
- 上間實 - 琉球芝居演員、音樂家、民謠歌手
- 平愛梨 - 女演員（雙親是沖永良部出身）
- 吉俣良 - 音樂家（外婆是沖永良部出身、現在親屬也住在那裡）
- 植村花菜 - 音樂家（「廁所的神明」的“外婆”是沖永良部出身）
- 三浦大知 - 歌手（雙親均是沖永良部出身）